# Ignition (píseň, R. Kelly)
Ignition (Remix) je jedna z nejznámějších písní amerického zpěváka R. Kellyho. Píseň pochází z jeho pátého alba Chocolate Factory. Píseň sám napsal i produkoval. K písni byl vydán další remix, na kterém hostuje rapper Twista.

## Hitparáda
| Země   | Umístění |
| ------ | -------- |
| US 100 | 2        |
| US R&B | 2        |
| UK     | 1        |